# Bjarne
Bjarne er et drengenavn, der er en kortform af gamle nordiske navne som Biorngæir og Biornulf.
Bjarne betyder Bjørn.

## Kendte personer med navnet
- Bjarne Liller, dansk musiker, jazz- og visesanger.
- Bjarne Møgelhøj, var formand for FDB.
- Bjarne Reuter, dansk forfatter.
- Bjarne Riis, var cykelrytter, er nu holdejer af et dansk cykelhold.
- Bjarne Stroustrup,  dansk datalog.
- Bjarne Henriksen, dansk skuespiller.